# خان الدكة
خان الدكة، هو أحد خانات دمشق الأثرية، والذي في العهد المملوكي، يقع الخان في أول سوق مدحت باشا غرب خان جقمق، لا يعرف من بناه، يعتبر خان الدكة أقدم خان مازال قائماً حتى اليوم، حيث كان يحوي الخان على منصة حجرية تعرض عليها الجواري والأقنان لبيعها، ولذلك أطلق عليه أحياناً اسم خان الجواري.